# Матвеев, Алексей Васильевич (академик)
Алексей Васильевич Матвеев (бел. Аляксей Васільевіч Мацвееў; 23 мая 1938, Минск — 21 июля 2025) — советский и белорусский геолог. Академик Национальной АН Беларуси (1994, член-корреспондент с 1991), доктор геолого-минералогических наук (1977), профессор (1990).

## Биография
А. В. Матвеев родился в г. Минске в семье служащих. В 1960 году, получив диплом о высшем географическом образовании Белорусского государственного университета им. В. И. Ленина, был направлен на работу в Белгипроводхоз Министерства мелиорации и водного хозяйства БССР. Практический опыт в проведении инженерно-геологической съемки, приобретенный за время работы в Белгипроводхозе, позволил молодому специалисту обогатить свои знания о четвертичной геологии региона и сделать её объектом исследования всей своей жизни. Поступив в 1964 году в очную аспирантуру к М. М. Цапенко, замечательному исследователю-четвертичнику, А. В. Матвеев собирает богатый материал по литологии ледниковых отложений — разновозрастных морен, и в 1966 году успешно защищает кандидатскую диссертацию. Работая в дальнейшем в Институте геологических наук младшим, а затем старшим научным сотрудником, уделяет большое внимание палеогеографическим реконструкциям, стратиграфическим построениям, участвует совместно с геологами-производственниками в создании схемы стратиграфического расчленения четвертичных отложений, которая в 1968 г. была принята Межведомственным региональным комитетом в качестве унифицированной.
В 1969 году А. В. Матвеев назначается учёным секретарём Института геологических наук (переименованного впоследствии в БелНИГРИ), затем заведующим сектором четвертичной геологии, где проявляет себя талантливым исследователем и организатором. По результатам проведенных А. В. Матвеевым исследований в 1971 году издаётся его монография «Ледниковые отложения Белоруссии», а в 1973 году в соавторстве с Э. А. Левковым, Н. А. Махнач и др. «Геология антропогена Белоруссии», широко известная среди геологов-четвертичников книга, которая до сих пор не утратила своей значимости. Как итог изучения вопросов генезиса отложений ледниковой формации, этапов ледникового литогенеза, классификации ледниковых отложений, их постседиментационной трансформации в 1975 году в Вильнюсском университете А. В. Матвеев защищает докторскую диссертацию, а её основные положения опубликованы в 1976 году в монографии «Ледниковая формация антропогена Белоруссии».
Научные интересы А. В. Матвеева второй половины 1970-х годов обращены к геоморфологии, структурной геоморфологии, неотектонике. Фундаментальные знания о закономерностях формирования четвертичных толщ он использует для анализа происхождения современных форм рельефа, устанавливает его соотношение со структурными планами основных горизонтов платформенного чехла и поверхности фундамента. Алексеем Васильевичем создается серия геоморфологических, структурно-геоморфологических, неотектонических карт по отдельным районам Беларуси и территории республики в целом. За успехи в научной деятельности в 1970 году А. В. Матвеев награждён медалью «За доблестный труд», а в 1977 — Грамотой Верховного Совета БССР.
С 1978 г. А. В. Матвеев сотрудник Института геохимии и геофизики АН БССР, в котором в 1980 году по его инициативе создана лаборатория динамики ландшафтов, преобразованная позднее в лабораторию современных геологических процессов. Расширяется круг его научных интересов — большое внимание уделяется вопросам современной геодинамики, экологической геологии, прогнозированию полезных ископаемых и, как результат, совместно с коллегами (Э. А. Левков, Л. Ф. Ажгиревич, Э. А. Крутоус, В. Ф. Моисеенко, Н. А. Абраменко и др.) издается серия монографических работ: «Неотектоника территории Припятского прогиба» (1982), «Рельеф Белорусского Полесья» (1984), «Неотектоника и полезные ископаемые Белорусского Полесья» (1984). В соавторстве с Б. Н. Гурским и Р. И. Левицкой выходят монографические обобщения о рельефе: «Рельеф Беларуси» (1988) и «История формирования рельефа Беларуси» (1990). Период научной деятельности А. В. Матвеева 1980-х годов характеризуется разноплановыми исследованиями. Кроме названных проблем, он совместно с учениками устанавливает дифференциацию и степень проявления основных классов геологических процессов (экзогенных, эндогенных, техногенных), исследует кольцевые и линейные структуры, их выраженность в физических полях Земли, кристаллическом фундаменте, платформенном чехле и рельефе земной поверхности, показывает их влияние на формирование полезных ископаемых. Публикует по установленным закономерностям ряд монографий и книг, разрабатывает методику построения и создает карты рациональной организации территории отдельных районов Беларуси. В 1986 году А. В. Матвеев в составе группы белорусских геологов удостоен Государственной премии БССР в области науки и техники за разработку теоретических основ четвертичной геологии и внедрение их в практику геологоразведочных работ.
С начала 1990-х годов исследования А. В. Матвеева обращены к вопросам формирования залежей полезных ископаемых (стройматериалы, алмазы, россыпи тяжелых металлов и др.), прогнозированию их месторождений. Он один из разработчиков «Программы ускорения геологоразведочных работ по развитию минерально-сырьевой базы Республики Беларусь на 1993—1995 гг. и до 2000 г.», принимает активное участие в выполнении ряда проектов этой программы. Результаты исследований А. В. Матвеева внедряются во многих производственных организациях. Они способствуют повышению эффективности геологической съемки, обоснованию схем рационального использования земельных ресурсов, инженерной защиты территорий от неблагоприятного проявления современных геологических процессов, выделению памятников природы.
А. В. Матвеев успешно сочетает научные исследования с подготовкой кадров, активно работает с аспирантами и докторантами, его ученики успешно защищают кандидатские и докторские диссертации. Он читает ряд специализированных курсов на географическом факультете Белгосуниверситета, совместно с О. Ф. Якушко, Г. И. Каратаевым и др. создает ряд пособий для студентов и учащихся средней школы («Геоморфология и математика», «Хрестоматия по физической географии БССР», «Пра рэльеф Беларусі»). В 1990 году А. В. Матвееву присвоено учёное звание профессора, в 1991 году он избран членом-корреспондентом АН Беларуси.
В 1993 году Алексей Васильевич становится директором Института геологических наук АН Беларуси. Он успешно сочетает научную, научно-организационную и педагогическую деятельность. Его многогранные научные результаты были оценены, и в 1994 году учёный избран академиком АН Беларуси и Международной академии наук Евразии, в 1995 г. — членом Нью-Йоркской академии, а в 1996—1997 гг. был признан человеком года Американским биографическим институтом и Международным биографическим центром в Кембридже. В 1998 году присвоено почётное звание заслуженный деятель науки Республики Беларусь.
В последние десятилетия научная деятельность А. В. Матвеева обрела новые стороны. Он с присущей ему детальностью изучает опасные (экстремальные) геологические процессы, причинно-следственные особенности их проявления. Составляет серию разномасштабных региональных карт проявления этих процессов, внедряет их в заинтересованных организациях. Является руководителем и исполнителем целого ряда проектов по линии Белорусского республиканского фонда фундаментальных исследований. В этот период в соавторстве с другими учеными им изданы: «Геология Беларуси», «Основы геологии Беларуси», «Палеогеография кайнозоя Беларуси», «Линеаменты территории Беларуси», а также составлены и включены в Национальный атлас Беларуси «Геоморфологическая карта», «Карта четвертичных отложений», «Карта современных геологических процессов» и др.
А. В. Матвеев признанный лидер белорусской школы геологов-четвертичников. Он плодотворно работает по международным программам, является председателем комиссии по изучению четвертичного периода и геоморфологии, много лет был председателем совета по защите докторских диссертаций. Проводимые Алексеем Васильевичем фундаментальные исследования по Государственной программе «Недра» дополняются прикладными разработками по Государственной программе геологоразведочных работ на 2006—2010 гг. и до 2020 г. (прогнозирование минеральных строительных материалов), по обоснованию мест возможного размещения АЭС, выполняемых по Государственной научно-технической программе «Ядерно-физические технологии для народного хозяйства Беларуси» на 2006—2010 гг. и по договору с РУП «БЕЛНИПИЭНЕРГОПРОМ» Министерства энергетики Республики Беларусь. Алексей Васильевич автор около 400 опубликованных работ, в том числе 23 монографий и книг.
Скончался 21 июля 2025 года в возрасте 87 лет.

## Премии и награды
Государственная премия Беларуси (1986) за разработку теоретических основ четвертичной геологии и внедрение их в практику геологоразведочных работ.

## Избранная библиография
- Ледниковая формация антропогена Белоруссии. Мн., 1976.
- Неотектоника территории Припятского прогиба. Мн., 1980 (в соавт.).
- Рельеф Белорусского Полесья. Мн., 1982 (в соавт.).
- Рельеф Белоруссии. Мн., 1988 (в соавт. с Б. Н. Гурским и Р. И. Левицкой).
- Пра рэльеф Беларусі. Мн., 1994 (в соавт. с О. Ф. Якушко).
- Рэльеф Беларусі // БЭ ў 18 т. Т. 18. Кн. 2. Рэспубліка Беларусь. — Мн.: БелЭн, 2004 (в соавт. с Л. А. Нечипоренко).